# Harry Guardino
Harry Guardino (New York, 1925. december 23. – Palm Springs, 1995. július 17.) amerikai színész. 
Leginkább bűnügyi filmekből, illetve sorozatokból ismert. 

## Élete és pályafutása
Először az 1964-es A riporter című 13 epizódos sorozatban volt főszereplő, amely a CBS csatornán volt látható. Itt az oknyomozó Danny Taylor szerepébe bújt. Feltűnt a Végtelen határok egyik epizódjában, játszott az 1959-es és 1960-as John Cassavetes által rendezett Johnny Stacco című sorozatban. Feltűnt az 1973-as Perry Mason-sorozatban, a Gyilkos sorok epizódjaiban és számtalan más sorozatban. 
1995. július 17-én 69 éves korában tüdőrákban hunyt el.

## Fordítás
- Ez a szócikk részben vagy egészben  a   Harry_Guardino című angol Wikipédia-szócikk ezen változatának fordításán alapul.  Az eredeti cikk szerkesztőit annak laptörténete sorolja fel. Ez a jelzés csupán a megfogalmazás eredetét és a szerzői jogokat jelzi, nem szolgál a cikkben szereplő információk forrásmegjelöléseként.